# استوکسدال (کارولینای شمالی)
استوکسدال (به انگلیسی: Stokesdale) شهری در ایالت کارولینای شمالی کشور ایالات متحده آمریکا است که جمعیت آن در سرشماری سال ۲۰۱۰ میلادی، ۵٬۰۴۷ نفر بوده‌است.